# Bistum Obuasi
Das Bistum Obuasi (lateinisch Dioecesis Obuasiensis) ist eine in Ghana gelegene römisch-katholische Diözese mit Sitz in Obuasi. Es umfasst die Distrikte Obuasi, Amansie, Adansi und Bosomtwe-Atwima-Kwanwoma in der Region Ashanti.

## Geschichte
Papst Johannes Paul II. gründete es mit der Apostolischen Konstitution Apostolicum opus am 3. März 1995 aus Gebietsabtretungen des Bistums Kumasi und es wurde dem Erzbistum Cape Coast als Suffragandiözese unterstellt.
Am 22. Dezember 2001 wurde es Teil der Kirchenprovinz Kumasi.

## Bischöfe von Obuasi
- Thomas Kwaku Mensah, 3. März 1995 – 26. März 2008, dann Erzbischof von Kumasi
- Gabriel Justice Yaw Anokye, 26. März 2008 – 15. Mai 2012, dann Erzbischof von Kumasi
- John Yaw Afoakwa, seit 22. November 2014